# Maryna Jurczenia
Maryna Wołodymyriwna Jurczenia (ukr. Марина Володимирівна Юрченя; ur. 9 listopada 1959 w Odessie) – radziecka pływaczka specjalizująca się w stylu klasycznym.
W 1976 roku na igrzyskach olimpijskich w Montrealu zdobyła srebrny medal na dystansie 200 m stylem klasycznym, gdzie uzyskała czas 2:36,08. W konkurencji 100 m stylem klasycznym była szósta (1:14,17). Płynęła także w sztafecie 4 × 100 m stylem zmiennym, która zajęła w finale czwarte miejsce.